# Lucky Luke et le Docteur Doxey
Lucky Luke et le Docteur Doxey est la quinzième histoire de la série Lucky Luke par Morris. Elle est publiée pour la première fois en 1952 du no 765 au no 786 du journal Spirou. Puis est publiée dans l'album L'Élixir du Docteur Doxey en 1955.

## Univers

### Synopsis
Le docteur Doxey est un charlatan sans scrupules prêt à tout pour vendre son élixir sans valeur. Avec l'aide de son complice, Scraggy, il persuade les habitants des nombreuses villes où il s'arrête que son médicament « guérit de tout ». Leur méthode est toujours à peu près la même : Scraggy se déguise en vieil homme impotent ou en vieille femme handicapée, avale l'élixir puis se met à gambader et à sauter comme un jeune de 20 ans. Crédules, les badauds se bousculent pour acheter l'élixir.
La première fois que Doxey et Scraggy rencontrent Lucky Luke, ils lui volent Jolly Jumper alors qu'il essayait de les aider. À la recherche d'une nouvelle monture, Lucky Luke arrive dans la ville que le duo d'escrocs venait de quitter et où les habitants se tordent de douleur. En trouvant un flacon d'élixir, Luke comprend ce qu'il s'est passé et achète au shérif local Zig-Zag, son cheval pour poursuivre Doxey mais l'animal est un soûlard. Finalement, Lucky Luke parvient avec difficulté à rattraper le faux médecin. Il commence par saboter discrètement la représentation de Scraggy, dévoilant la supercherie à la foule (qui alors brise toutes les fioles de Doxey) avant de récupérer Jolly Jumper et le fait remplacer par Zig-Zag.
Lucky Luke pense avoir donné à Doxey une bonne leçon de morale mais ce dernier est avide, et cherche toujours à gagner de plus en plus d'argent. Pour parvenir à ses fins, il va jusqu'à empoisonner l'eau d'un village, rendant ses habitants malades, pour les contraindre à lui acheter l'élixir, lequel sera victime à la fois de son succès et de sa nécessité. Quelques jours plus tard, Doxey kidnappe Bull's eye Bill, le shérif de la ville d'Oxbow Gulch, qui voulait l'empêcher de faire son « travail ».
Apprenant la disparition du shérif dans le journal, Lucky Luke décide d'enquêter et se rend à Oxbow Gulch où il voit Zig-Zag se faire jeter hors du saloon et Doxey venir le chercher. Devinant que Doxey (qu'il sait comme étant un homme malhonnête et dangereux) avait de bonnes raisons de se débarrasser du shérif, Lucky Luke décide de lui tendre un piège afin de le mettre en prison. Il fait paraître dans le journal un faux article indiquant que le shérif kidnappé par le charlatan avait 5 000 $ sur lui lorsqu'il a disparu. Apprenant la « nouvelle », Doxey et Scraggy se rendent à la cabane où ils ont emprisonné leur victime, afin de lui soutirer l'argent en question. Mais Lucky Luke les suit, les prend sur le fait et les arrête.

### Personnages
- Lucky Luke
- Samuel Doxey : charlatan, il parcourt les États-Unis pour vendre son élixir sans valeur tout en se considérant à tort comme un bienfaiteur de l'humanité. Il n'hésite pas à employer des moyens malhonnêtes pour arriver à ses fins.
- Scraggy : complice de Doxey. C'est un pro du déguisement qui se fait passer pour un badaud infirme qui teste les "effets" de l'élixir de son patron.
- Bull's eye Bill : shérif d'Oxbow Gulch.

## Historique
Le scénario de cette histoire est dû à Louis De Bevere, le frère de Morris.

## Publication

### Revues
L'histoire est parue dans le journal Spirou, du no 765 (11 Decembre 1952) au no 786 (7 mai 1953).